# X 5500
Le X 5500 (avec les prototypes X 5010 et X 5011) dit « unifié 150 ch » est un ancien autorail de la SNCF mis en service à partir de 1948.
Cette série de deux prototypes puis de cinquante-et-un autorails légers est créée dans le cadre du plan de rationalisation du parc autour de grandes séries d'« autorails unifiés ». Elle est destinée à assurer le service des lignes secondaires. Les X 5500 connaissent un prolongement avec la série des X 5800, ne différant que sur des points mineurs, mise en service à partir de 1953.
La fermeture de beaucoup de ces lignes secondaires et le remplacement des X 5500 par d'autres autorails plus puissants et plus confortables, les X 3800 surtout, provoquent la disparition de ces engins très spécialisés sur les voies de la SNCF en 1977.

## Origines de la série
Au sortir de la Seconde Guerre mondiale, le parc d'autorail de la SNCF est très disparate, composé de petites séries livrées aux anciens réseaux. De nombreux éléments sont détruits par faits de guerre. La SNCF lance un vaste programme de construction de trois séries d'autorails unifiés, utilisables sur l'ensemble du réseau, dont les caractéristiques, résultant des travaux de la division d'études autorails (DEA), correspondent aux services qui en sont attendus ; les puissances visées sont de 150, 300 et 600 ch. Tous ces autorails doivent utiliser le maximum de composants déjà éprouvés sur des matériels ferroviaires ou routiers, dont les moteurs et, pour les X 5500 entre autres, une transmission mécanique issue de l'industrie routière.
La SNCF développe en priorité le projet de l'autorail « unifié 150 ch » (U150), doit assurer la desserte des petites lignes dont le développement ou la réouverture sont souhaités ; il doit aussi pouvoir, sur des lignes plus importantes au profil facile, compléter ou remplacer des autorails plus puissants, mais plus coûteux.
Le projet, qui commence à être esquissé dès mars 1944, ne se concrétise vraiment qu'en mars 1947 avec la sortie du premier prototype X 7029, renuméroté X 5010 ; un second prototype (X 7030 puis X 5011), est livré en août 1947.
Les X 5500, au nombre de cinquante-et-un, sont commandés entre août 1946 et août 1948 ; les livraisons s'échelonnent d'avril 1950 à février 1951.  D'autres séries d'autorails, comme les X 5600 (FNC) ou les X 5700, roulent depuis quelques mois mais sont vouées à s'effacer rapidement au profit des unifiés.
L'autorail correspondant bien à la demande, la SNCF décide en 1950-1952 de passer des commandes supplémentaires, mais, comme ces engins présentent de légères différences techniques avec les X 5500 et que leur numérotation à la suite n'est pas possible — elle empiéterait sur les numéros 5600, déjà utilisés par les FNC —, il est décidé d'en faire une série distincte, celle des X 5800.

## Description

### Caractéristiques techniques
Cet autorail a une longueur avec tampons de  16,040 m et sa masse totale en charge est de 23,5 t. Sa faible longueur permet de porter sa largeur à 3,150 m. Un poste de conduite unique est installé dans un kiosque surélevé en toiture, à une extrémité de l'autorail, au-dessus du compartiment moteur ; cette disposition permet au conducteur, assis perpendiculairement à l'axe de l'engin, de le piloter directement au moyen de commandes simples et d'avoir une visibilité correcte dans les deux sens de marche. Le kiosque des X 5500 est plus spacieux et plus confortable que celui des X 3800, autorails pourtant plus grands,.
Le moteur est placé transversalement dans la caisse et son refroidissement s'effectue par une grille sur la face latérale gauche de l'autorail. Pour les 26 premiers exemplaires de la série (X 5501 à 5526), il s'agit d'un Renault 561 développant 150 ch. Les autres autorails (X 5527 à 5551) reçoivent un moteur Saurer BXDS de 160 ch. Le moteur est relié à une boîte de vitesses à quatre rapports avec inverseur qui transmet le mouvement à un seul des quatre essieux de l'autorail, le deuxième du groupe placé sous le poste de conduite, selon la disposition 1A2. Leur petit moteur vaut d'ailleurs à ces autorails le surnom de « Mobylettes ». La face avant de l'autorail, côté moteur, est aveugle à l'exception de deux petits hublots circulaires permettant au chef de train de regarder la voie
Les quatre essieux sont groupés deux par deux sur des chariots non orientables, en quoi ils se différencient de véritables bogies. Ce principe est déjà appliqué sur certains modèles de Paulines, des autorails construits par les Entreprises industrielles charentaises. Pour faciliter l'inscription dans les courbes de cette structure rigide, l'empattement des chariots est réduit au maximum (0,930 m) et les essieux extrêmes des chariots possèdent un jeu latéral de ± 10 mm porté par la suite à ± 22 puis ± 26 mm.
Jumelables (un conducteur par engin, avec une liaison par signaux optiques et sonores) mais non couplables (un seul pour commander l'ensemble des autorails attelés), ils peuvent tracter une remorque légère à deux essieux. Les autorails se révèlent souples d'emploi et économiques à l'usage, leur faible consommation de gazole leur permettant de disposer de près de 1 000 km d'autonomie.
Les deux prototypes ne se distinguent des autorails de série que par des détails. La découpe des baies du kiosque dans le dos du conducteur est différente et un jeu de miroirs permet à ce dernier de voir la voie au travers de la face frontale opposée. Le local à bagages ferme par un rideau métallique et les portes pliantes d'accès à la plateforme voyageurs sont d'un autre modèle.

### Aménagements intérieurs et livrée
Lors de sa mise en service, le X 5500 est entièrement aménagé en troisième classe, avec deux salles, respectivement de 40 et de 20 places sur des banquettes à cinq (3 + 2) places de front, de part et d'autre de la plateforme d'accès qui, par ailleurs, est équipée de six strapontins. Un compartiment à bagages, d'une superficie de 4 m2, complète l'aménagement. De construction, l'autorail ne possède pas de toilettes, cet équipement n'ayant pas été jugé utile sur de courts trajets ; face à la demande des usagers, les toilettes sont installées à la faveur des révisions à partir de 1954, supprimant ainsi une banquette de trois sièges. L'absence de poste de conduite aux extrémités de l'autorail aurait pu être une opportunité pour que les voyageurs aient une vue panoramique sur la voie du côté opposé au moteur, mais la banquette qui prend place contre la face frontale est adossée à celle-ci,. Le faible diamètre des roues permet de conserver un plancher plat sur toute la longueur de l'espace voyageurs tout en garantissant un emmarchement réduit compatible avec des quais bas aménagés sommairement, parfois seulement 30 cm au-dessus du rail,.
En 1956, la troisième classe est supprimée par la SNCF. L'autorail est alors surclassé en seconde classe, sans modification de ses aménagements.
Lors de leur mise en service, les X 5500 adoptent la livrée habituelle de l'époque : bas de caisse rouge vermillon jusqu'au dessous des baies latérales, crème au-dessus, y compris le pavillon et le kiosque de conduite. À partir de 1968 au fil des révisions, la plupart d'entre eux ont le pavillon et parfois le kiosque repeints en rouge vermillon.

## Utilisation et services
Le X 5500 est destiné aux lignes à faible trafic afin d'essayer de concurrencer l'autocar. Il est autorisé à tracter une remorque unifiée ou XR 9100 ou 9500 ou bien une remorque FNC XR 9200. Exceptionnellement, un jumelage de deux X 5500 peut être associé à une remorque unifiée à bogies.
Après des essais dans la région dijonnaise, les deux prototypes sont affectés au dépôt d'Évreux, tout comme les premiers exemplaires de série. Les livraisons se succèdent rapidement, ce qui permet d'équiper d'autres dépôts et, dès le début des années 1950, les six régions ferroviaires de la SNCF qui se partagent le territoire français comptent des X 5500 à l'effectif de leurs dépôts. Au cours des années 1950 et au début des années 1960, les mutations entre les différents dépôts sont nombreuses.
Au fil du temps, la légèreté de la construction se traduit  par un vieillissement rapide des autorails : des fissures ou des fléchissements apparaissent sur les caisses ou les chariots ; le remplacement de ces derniers par de véritables bogies, un temps envisagé, n'est pas suivi d'effet. En outre, la fermeture des plus petites lignes dont le trafic est reporté sur la route et l'arrivée, sur celles destinées à être conservées, des X 3800 d'une plus grande capacité, entraîne rapidement la réforme des X 5500,.
Les radiations s'échelonnent de 1968 à 1977 ; pour la seule année 1973, dix-sept X 5500 sont réformés, dont les deux prototypes qui étaient loués à la Société générale de chemins de fer et de transports automobiles (CFTA) et utilisés sur le Réseau breton. Les autres voient leur activité recentrée autour de quelques dépôts : à Nîmes, ils sont principalement utilisés pour des dessertes omnibus locales sur les lignes secondaires autour de Nîmes et d'Alès entre 1973 et 1974. Les derniers exemplaires en service, loués à la Compagnie de chemins de fer départementaux, circulent autour d'Autun et le 5506 de Nevers, ultime représentant, est radié le 8 décembre 1977,.

## Engins préservés
Le X 5506 est conservé par le Chemin de fer de la vallée de l'Eure mais au début des années 2020 il est réduit à l'état d'épave.
X 5509 : Chemin de fer de la vallée de l'Eure.

## Modélisme
Ces autorails ont été reproduits à l'échelle HO par :
- La firme anglaise Keyser en kit à monter (kit en métal blanc)
- L'artisan RPI/Sesam Rail, sous forme de kit à monter (caisse en résine, châssis en laiton)
- L'artisan LMJ/Vapeur 70 en kit à monter (caisse en résine, châssis en métal)
- Les Éditions Atlas dans la collection « Michelines et Autorails » (modèle statique)
- La firme Rail87[28].